# Bàn thắng đẹp nhất tháng Giải bóng đá Vô địch Quốc gia Việt Nam
Bàn thắng đẹp nhất tháng Giải bóng đá Vô địch Quốc gia Việt Nam là giải thưởng bóng đá được trao cho những cầu thủ đã ghi bàn thắng đẹp nhất trong mỗi tháng của mùa giải tại Giải bóng đá Vô địch Quốc gia Việt Nam. Người chiến thắng được quyết định thông qua sự bình chọn của ban tổ chức giải và của các phóng viên đại diện cho các cơ quan báo chí, truyền thông. Trong giai đoạn 2006 đến 2021, giải thưởng được xác định dựa trên kết quả bầu chọn của khán giả qua tin nhắn điện thoại hoặc bình chọn trực tuyến.
Giải thưởng được giới thiệu lần đầu vào mùa giải 1999–2000, nằm trong hệ thống các giải thưởng bầu chọn hàng tháng của Liên đoàn bóng đá Việt Nam (cùng với các giải thưởng khác cho thủ môn, hậu vệ, cầu thủ và huấn luyện viên xuất sắc nhất tháng) tại hai giải đấu là giải vô địch quốc gia và Cúp Quốc gia. Trong những mùa giải từ 2003 đến 2005, giải thưởng này không nằm trong hệ thống các giải thưởng tháng; riêng mùa giải 2007 không tổ chức trao các giải thưởng tháng. Giải thưởng Bàn thắng đẹp nhất tháng được tài trợ bởi tập đoàn Casper Việt Nam tại hai mùa giải 2023 và 2023–24.

## Danh sách đoạt giải
Trong ba mùa giải đầu tiên, do giải thưởng Bàn thắng đẹp nhất tháng được xét chung với giải Cúp Quốc gia, nên chỉ có giải thưởng của những tháng diễn ra trong thời gian giải vô địch quốc gia được tổ chức được đưa vào danh sách này. Danh sách cũng bao gồm các giải thưởng của mùa giải 2021 bị hủy bỏ giữa chừng.
| † | Đội chủ nhà |

| Tháng                    | Quốc tịch  | Cầu thủ               | Câu lạc bộ                   | Bàn[A] | Đối thủ                       | Ngày                 | TK      |
| ------------------------ | ---------- | --------------------- | ---------------------------- | ------ | ----------------------------- | -------------------- | ------- |
| Giải hạng Nhất 1999–2000 |            |                       |                              |        |                               |                      |         |
| Tháng 10                 | Việt Nam   |                       |                              |        |                               |                      |         |
| Tháng 11                 | Việt Nam   | Ngô Quang Trường      | Sông Lam Nghệ An             |        |                               |                      | [ 4 ]   |
| Tháng 2                  | Việt Nam   | Trần Nguyễn Hoàng     | Vĩnh Long                    | 1–2    | Đà Nẵng†                      | 23 tháng 2 năm 2000  | [ 5 ]   |
| Tháng 3                  | Việt Nam   | Nguyễn Hồng Sơn       | Thể Công†                    | 2–0    | Nam Định                      | 12 tháng 3 năm 2000  | [ 6 ]   |
| Tháng 4                  | Việt Nam   | Văn Sỹ Hùng           | Sông Lam Nghệ An             | 1–1    | Công an TP. Hồ Chí Minh†      | 30 tháng 4 năm 2000  | [ 7 ]   |
| V-League 2000–01         |            |                       |                              |        |                               |                      |         |
| Tháng 12                 | Việt Nam   | Nguyễn Văn Sỹ         | Nam Định†                    | 3–1    | Khánh Hòa                     | 17 tháng 12 năm 2000 | [ 8 ]   |
| Tháng 3                  | Việt Nam   | Trần Mậu Trí          | Thừa Thiên Huế†              | 1–0    | Khánh Hòa                     | 18 tháng 3 năm 2001  | [ 9 ]   |
| Tháng 4                  | Việt Nam   | Phùng Thanh Phương    | Công an TP. Hồ Chí Minh†     | 2–1    | Công an Hải Phòng             | 15 tháng 4 năm 2002  | [ 10 ]  |
| Tháng 5                  | Việt Nam   | Thạch Bảo Khanh       | Thể Công                     | 1–0    | Cảng Sài Gòn†                 | 20 tháng 5 năm 2001  | [ 11 ]  |
| V-League 2001–02         |            |                       |                              |        |                               |                      |         |
| Tháng 12                 | Nigeria    | Ayuk Emanuel          | Thừa Thiên Huế†              | 1–1    | Cảng Sài Gòn                  | 16 tháng 12 năm 2001 | [ 12 ]  |
| Tháng 1                  | Việt Nam   | Đặng Phương Nam       | Thể Công†                    | 2–1    | Nam Định                      | 2 tháng 1 năm 2002   | [ 13 ]  |
| Tháng 3                  | Việt Nam   | Nguyễn Phan Hoài Linh | Ngân hàng Đông Á†            | 1–0    | Công an Hà Nội                | 31 tháng 3 năm 2002  | [ 14 ]  |
| Tháng 4                  | Uganda     | Iddi Batambuze        | Sông Lam Nghệ An             | 1–0    | Cảng Sài Gòn†                 | 14 tháng 4 năm 2002  | [ 15 ]  |
| Tháng 5                  | Uganda     | Ronald Martins        | Công an Hải Phòng†           | 1–0    | Bình Định                     | 12 tháng 5 năm 2002  | [ 16 ]  |
| V-League 2006            |            |                       |                              |        |                               |                      |         |
| Tháng 4                  | Brasil     | Antonio Rodrigues     | Gạch Đồng Tâm Long An        | 2–2    | Bình Dương                    | 2 tháng 4 năm 2006   | [ 17 ]  |
| Tháng 5                  | Việt Nam   | Phùng Văn Nhiên       | Gạch men Mikado Nam Định†    | 1–0    | Sông Lam Nghệ An              | 21 tháng 5 năm 2006  | [ 18 ]  |
| Tháng 6 & 7              | Brasil     | Elennildo De Jesus    | Thép Miền Nam Cảng Sài Gòn†  | 2–0    | Hòa Phát Hà Nội               | 19 tháng 7 năm 2006  | [ 19 ]  |
| Tháng 8                  | Việt Nam   | Nguyễn Huy Hoàng      | Pjico Sông Lam Nghệ An       | 3–0    | LG Hà Nội ACB†                | 3 tháng 8 năm 2006   | [ 20 ]  |
| V-League 2008            |            |                       |                              |        |                               |                      |         |
| Tháng 1                  | Việt Nam   | Lê Kim Bình           | Boss Bình Định               | 3–2    | Hòa Phát Hà Nội†              | 20 tháng 1 năm 2008  | [ 21 ]  |
| Tháng 2                  | Việt Nam   | Nguyễn Ngọc Duy       | Thể Công Viettel†            | 2–0    | Hoàng Anh Gia Lai             | 1 tháng 3 năm 2008   | [ 22 ]  |
| Tháng 3                  | Việt Nam   | Phan Văn Tài Em       | Đồng Tâm Long An             | 1–0    | Becamex Bình Dương†           | 7 tháng 3 năm 2008   | [ 23 ]  |
| Tháng 4                  | Việt Nam   | Nguyễn Quang Tình     | TCDK Sông Lam Nghệ An†       | 2–2    | Thể Công Viettel              | 13 tháng 4 nàm 2008  | [ 24 ]  |
| Tháng 5                  | Việt Nam   | Nguyễn Ngọc Thanh     | Xi măng Hải Phòng            | 1–1    | Thể Công Viettel†             | 3 tháng 5 năm 2008   | [ 25 ]  |
| Tháng 7                  | Việt Nam   | Hoàng Danh Ngọc       | Đạm Phú Mỹ Nam Định          | 1–4    | Xi măng Hải Phòng†            | 20 tháng 7 năm 2008  | [ 26 ]  |
| Tháng 8                  |            |                       |                              |        |                               |                      |         |
| V-League 2009            |            |                       |                              |        |                               |                      |         |
| Tháng 2                  | Brasil     | Valdinei dos Santos   | T&T Hà Nội                   | 2–0    | Đồng Tâm Long An†             | 1 tháng 3 năm 2009   | [ 27 ]  |
| Tháng 3                  | Thái Lan   | Datsakorn Thonglao    | Hoàng Anh Gia Lai            | 2–0    | T&T Hà Nội†                   | 15 tháng 3 năm 2009  | [ 28 ]  |
| Tháng 4                  | Việt Nam   | Vũ Anh Tuấn           | Tập đoàn Cao su Đồng Tháp†   | 5–0    | Thể Công                      | 12 tháng 4 năm 2009  | [ 29 ]  |
| Tháng 5                  | Brasil     | Antonio Carlos        | Đồng Tâm Long An†            | 3–1    | Xi măng Hải Phòng             | 3 tháng 5 năm 2009   | [ 30 ]  |
| Tháng 6                  | Việt Nam   | Phạm Văn Quyến        | Sông Lam Nghệ An†            | 1–0    | Quân khu 4                    | 6 tháng 6 năm 2009   | [ 31 ]  |
| Tháng 7                  | Việt Nam   | Phạm Văn Quyến        | Sông Lam Nghệ An†            | 1–0    | Hoàng Anh Gia Lai             | 5 tháng 7 năm 2009   | [ 32 ]  |
| Tháng 8                  | Việt Nam   | Phan Văn Santos       | Đồng Tâm Long An             | 1–1    | Xi măng Hải Phòng†            | 9 tháng 8 năm 2009   | [ 33 ]  |
| V-League 2010            |            |                       |                              |        |                               |                      |         |
| Tháng 1 & 2              | Brasil     | Caue C. M. Benicio    | Hà Nội T&T†                  | 2–0    | Khatoco Khánh Hòa             | 7 tháng 2 năm 2010   | [ 34 ]  |
| Tháng 3                  | Việt Nam   | Cao Sỹ Cường          | Hà Nội T&T†                  | 1–0    | Megastar Nam Định             | 7 tháng 3 năm 2010   | [ 35 ]  |
| Tháng 4                  | Cameroon   | Gaspard Yelleduor     | Megastar Nam Định†           | 1–0    | Hòa Phát Hà Nội               | 18 tháng 4 năm 2010  | [ 36 ]  |
| Tháng 5                  | Việt Nam   | Hà Minh Tuấn          | SHB Đà Nẵng                  | 3–3    | Hòa Phát Hà Nội†              | 2 tháng 5 năm 2010   | [ 37 ]  |
| Tháng 6                  | Ghana      | Dzigba B. Mawusi      | Hoàng Anh Gia Lai†           | 1–0    | Khatoco Khánh Hòa             | 30 tháng 5 năm 2010  | [ 38 ]  |
| Tháng 7                  | Brasil     | Tiago de Paula        | Hoàng Anh Gia Lai†           | 1–1    | Lam Sơn Thanh Hóa             | 11 tháng 7 năm 2010  | [ 39 ]  |
| Tháng 8                  |            |                       |                              |        |                               |                      | [ 40 ]  |
| V-League 2011            |            |                       |                              |        |                               |                      |         |
| Tháng 2                  | Việt Nam   | Hoàng Đình Tùng       | Thanh Hóa†                   | 1–0    | Hà Nội T&T                    | 25 tháng 2 năm 2011  | [ 41 ]  |
| Tháng 3                  | Hoa Kỳ     | Lee Nguyễn            | Becamex Bình Dương†          | 2–1    | Thanh Hóa                     | 13 tháng 3 năm 2011  | [ 42 ]  |
| Tháng 4                  | Tanzania   | Mrwanda Danny David   | Đồng Tâm Long An             | 1–0    | Hòa Phát Hà Nội†              | 17 tháng 4 năm 2011  | [ 43 ]  |
| Tháng 5                  | Nam Phi    | Philani               | Becamex Bình Dương†          | 2–0    | Navibank Sài Gòn              | 15 tháng 5 năm 2011  | [ 44 ]  |
| Tháng 6                  | Việt Nam   | Nguyễn Tăng Tuấn      | Hoàng Anh Gia Lai            | 2–6    | Hà Nội T&T†                   | 11 tháng 6 năm 2011  | [ 45 ]  |
| Tháng 7                  | Việt Nam   | Lê Công Vinh          | Hà Nội T&T†                  | 4–0    | Tập đoàn Cao su Đồng Tháp     | 16 tháng 7 năm 2011  | [ 46 ]  |
| Tháng 8                  | Tanzania   | Abdi Kassim           | Đồng Tâm Long An†            | 1–0    | Hòa Phát Hà Nội               | 14 tháng 8 năm 2011  | [ 47 ]  |
| V-League 2012            |            |                       |                              |        |                               |                      |         |
| Tháng 1                  | Việt Nam   | Nguyễn Quang Hải      | Navibank Sài Gòn             | 1–1    | Vicem Hải Phòng†              | 7 tháng 1 năm 2012   | [ 48 ]  |
| Tháng 2                  | Việt Nam   | Phạm Đăng Duy An      | Kienlongbank Kiên Giang      | 1–1    | Hà Nội T&T†                   | 5 tháng 2 năm 2012   | [ 49 ]  |
| Tháng 3                  | Argentina  | Merlo S. Gaston       | SHB Đà Nẵng                  | 2–1    | Becamex Bình Dương†           | 3 tháng 3 năm 2012   | [ 50 ]  |
| Tháng 4                  | Việt Nam   | Lê Quốc Phương        | Thanh Hóa†                   | 2–0    | Tập đoàn Cao su Đồng Tháp     | 1 tháng 4 năm 2012   | [ 51 ]  |
| Tháng 5                  | Nigeria    | Odinaka Ezeocha       | Hà Nội                       | 1–1    | Khatoco Khánh Hòa†            | 12 tháng 5 năm 2012  | [ 52 ]  |
| Tháng 7                  | Việt Nam   | Bùi Xuân Hiếu         | Hoàng Anh Gia Lai            | 1–1    | Xi măng The Vissai Ninh Bình† | 21 tháng 7 năm 2012  | [ 53 ]  |
| Tháng 8                  | Việt Nam   | Nguyễn Vũ Phong       | Becamex Bình Dương†          | 2–1    | Vicem Hải Phòng               | 4 tháng 8 năm 2012   | [ 53 ]  |
| V.League 1 – 2013        |            |                       |                              |        |                               |                      |         |
| Tháng 3                  | CHDC Congo | Patiyo Tambwe         | Thanh Hóa†                   | 1–0    | Hoàng Anh Gia Lai             | 30 tháng 3 năm 2013  | [ 54 ]  |
| Tháng 4                  | Việt Nam   | Lương Minh Trung      | Kienlongbank Kiên Giang†     | 1–1    | Thanh Hóa                     | 27 tháng 4 năm 2013  | [ 55 ]  |
| Tháng 5                  | Senegal    | Cheikh Abass Dieng    | Thanh Hóa†                   | 1–0    | Sông Lam Nghệ An              | 11 tháng 5 năm 2013  | [ 56 ]  |
| Tháng 6                  | Việt Nam   | Nguyễn Quang Tình     | Sông Lam Nghệ An†            | 1–0    | Đồng Tâm Long An              | 30 tháng 6 năm 2013  | [ 57 ]  |
| Tháng 7                  | Việt Nam   | Nguyễn Quang Hải      | Vicem Hải Phòng              | 2–2    | Đồng Tâm Long An              | 21 tháng 7 năm 2013  | [ 57 ]  |
| Tháng 8                  | Việt Nam   | Ngô Đức Thắng         | Đồng Nai†                    | 2–1    | Đồng Tâm Long An              | 18 tháng 8 năm 2013  | [ 58 ]  |
| V.League 1 – 2014        |            |                       |                              |        |                               |                      |         |
| Tháng 1                  | Việt Nam   | Nguyễn Xuân Thành     | Thanh Hóa                    | 1–0    | Sông Lam Nghệ An†             | 25 tháng 1 năm 2014  | [ 59 ]  |
| Tháng 2                  | Việt Nam   | Nguyễn Xuân Ngọc      | Than Quảng Ninh†             | 1–0    | Đồng Tâm Long An              | 9 tháng 2 năm 2014   | [ 59 ]  |
| Tháng 3                  | Việt Nam   | Đinh Thanh Trung      | QNK Quảng Nam                | 1–2    | Becamex Bình Dương†           | 16 tháng 3 năm 2014  | [ 60 ]  |
| Tháng 4                  | Việt Nam   | Đinh Kiên Trung       | Đồng Nai†                    | 4–0    | Thanh Hóa                     | 12 tháng 4 năm 2014  | [ 61 ]  |
| Tháng 5                  | Việt Nam   | Trần Minh Vương       | Hoàng Anh Gia Lai            | 2–1    | Hùng Vương An Giang†          | 25 tháng 5 năm 2014  | [ 62 ]  |
| Tháng 6                  | Việt Nam   | Lê Văn Tân            | Thanh Hóa                    | 2–1    | SHB Đà Nẵng†                  | 3 tháng 6 năm 2014   | [ 63 ]  |
| Tháng 7                  | Việt Nam   | Nguyễn Quang Tình     | Sông Lam Nghệ An             | 1–0    | Hà Nội T&T†                   | 12 tháng 7 năm 2014  | [ 64 ]  |
| V.League 1 – 2015        |            |                       |                              |        |                               |                      |         |
| Tháng 1                  | Việt Nam   | Lê Quốc Phương        | Thanh Hóa†                   | 1–1    | Hà Nội T&T                    | 25 tháng 1 năm 2015  | [ 65 ]  |
| Tháng 4                  | Việt Nam   | Hoàng Đình Tùng       | Thanh Hóa†                   | 2–2    | Đồng Nai                      | 15 tháng 2 năm 2015  | [ 66 ]  |
| Tháng 7                  | Việt Nam   | Phạm Thành Lương      | Hà Nội T&T†                  | 2–0    | SHB Đà Nẵng                   | 2 tháng 7 năm 2015   | [ 67 ]  |
| Tháng 8 & 9              | Việt Nam   | Lê Quốc Phương        | FLC Thanh Hóa†               | 2–1    | Than Quảng Ninh               | 9 tháng 8 năm 2015   | [ 68 ]  |
| V.League 1 – 2016        |            |                       |                              |        |                               |                      |         |
| Tháng 2 & 3              | Việt Nam   | Ngô Hoàng Thịnh       | FLC Thanh Hóa                | 2–2    | Than Quảng Ninh†              | 12 tháng 3 năm 2016  | [ 69 ]  |
| Tháng 4                  | Việt Nam   | Phạm Thành Lương      | Hà Nội T&T†                  | 2–0    | SHB Đà Nẵng                   | 1 tháng 5 năm 2016   | [ 70 ]  |
| Tháng 5 & 6              | Việt Nam   | Hoàng Minh Tâm        | SHB Đà Nẵng†                 | 1–0    | Sông Lam Nghệ An              | 14 tháng 5 năm 2016  | [ 71 ]  |
| Tháng 7                  | Việt Nam   | Nghiêm Xuân Tú        | Than Quảng Ninh†             | 1–0    | Hải Phòng                     | 31 tháng 7 năm 2016  | [ 72 ]  |
| Tháng 8                  | Việt Nam   | Hoàng Vũ Samson       | Hà Nội T&T                   | 1–0    | Hải Phòng†                    | 13 tháng 8 năm 2016  | [ 73 ]  |
| Tháng 9                  | Việt Nam   | Phan Đình Thắng       | QNK Quảng Nam                | 1–0    | Hải Phòng†                    | 4 tháng 9 năm 2016   | [ 74 ]  |
| V.League 1 – 2017        |            |                       |                              |        |                               |                      |         |
| Tháng 1                  | Việt Nam   | Nguyễn Quang Hải      | Hà Nội†                      | 1–0    | Than Quảng Ninh               | 7 tháng 1 năm 2017   | [ 75 ]  |
| Tháng 2                  | Việt Nam   | Vũ Minh Tuấn          | Than Quảng Ninh†             | 2–0    | Sài Gòn                       | 26 tháng 2 năm 2017  | [ 76 ]  |
| Tháng 3 & 4              | Việt Nam   | Nguyễn Tiến Duy       | Sài Gòn†                     | 2–0    | Long An                       | 1 tháng 4 năm 2017   | [ 77 ]  |
| Tháng 6 & 7              | Senegal    | Pape Omar Faye        | FLC Thanh Hóa†               | 2–1    | SHB Đà Nẵng                   | 24 tháng 6 năm 2017  | [ 78 ]  |
| Tháng 9                  | Việt Nam   | Nguyễn Quang Hải      | Hà Nội†                      | 1–0    | Long An                       | 1 tháng 10 năm 2017  | [ 79 ]  |
| Tháng 10                 | Việt Nam   | Đỗ Văn Thuận          | Sài Gòn                      | 3–0    | Thành phố Hồ Chí Minh         | 29 tháng 10 năm 2017 | [ 80 ]  |
| V.League 1 – 2018        |            |                       |                              |        |                               |                      |         |
| Tháng 3                  | Việt Nam   | Lương Xuân Trường     | Hoàng Anh Gia Lai            | 1–1    | Hải Phòng†                    | 17 tháng 3 năm 2018  |         |
| Tháng 4                  | Việt Nam   | Hà Đức Chinh          | SHB Đà Nẵng†                 | 1–0    | Sài Gòn                       | 1 tháng 4 năm 2018   | [ 81 ]  |
| Tháng 5                  | Việt Nam   | Nguyễn Công Phượng    | Hoàng Anh Gia Lai            | 1–0    | FLC Thanh Hóa†                | 30 tháng 5 năm 2018  | [ 82 ]  |
| Tháng 6                  | Việt Nam   | Trần Minh Vương       | Hoàng Anh Gia Lai†           | 2–1    | Quảng Nam                     | 13 tháng 6 năm 2018  | [ 83 ]  |
| Tháng 7 & 8              | Việt Nam   | Vũ Thế Vương          | Nam Định                     | 2–0    | Hà Nội†                       | 15 tháng 7 năm 2018  | [ 84 ]  |
| Tháng 9                  | Việt Nam   | Phạm Văn Thuận        | Nam Định                     | 2–2    | FLC Thanh Hóa†                | 16 tháng 9 năm 2018  | [ 85 ]  |
| V.League 1 – 2019        |            |                       |                              |        |                               |                      |         |
| Tháng 2 & 3              | Việt Nam   | Trần Mạnh Hùng        | Dược Nam Hà Nam Định†        | 2–0    | Sài Gòn                       | 24 tháng 2 năm 2019  | [ 86 ]  |
| Tháng 4                  | Việt Nam   | Nguyễn Văn Toàn       | Hoàng Anh Gia Lai†           | 1–0    | Than Quảng Ninh               | 13 tháng 4 năm 2019  | [ 87 ]  |
| Tháng 5                  | Việt Nam   | Nguyễn Trọng Hùng     | Thanh Hóa†                   | 1–0    | Hà Nội                        | 11 tháng 5 năm 2019  | [ 88 ]  |
| Tháng 6                  | Việt Nam   | Vũ Thế Vương          | Dược Nam Hà Nam Định†        | 2–0    | Hà Nội                        | 24 tháng 5 năm 2019  | [ 89 ]  |
| Tháng 7                  | Việt Nam   | Lương Xuân Trường     | Hoàng Anh Gia Lai            | 2–1    | Thanh Hóa†                    | 28 tháng 7 năm 2019  | [ 90 ]  |
| Tháng 8                  | Việt Nam   | Nguyễn Quang Hải      | Hà Nội                       | 1–0    | SHB Đà Nẵng†                  | 16 tháng 8 năm 2019  | [ 91 ]  |
| Tháng 9                  | Việt Nam   | Trần Minh Vương       | Hoàng Anh Gia Lai†           | 3–1    | Sanna Khánh Hòa BVN           | 23 tháng 10 năm 2019 |         |
| V.League 1 – 2020        |            |                       |                              |        |                               |                      |         |
| Tháng 3 & 6              | Việt Nam   | Đặng Văn Lắm          | Sông Lam Nghệ An             | 1–0    | Hà Nội†                       | 18 tháng 6 năm 2020  | [ 92 ]  |
| Tháng 7 & 9              | Việt Nam   | Nguyễn Công Phượng    | Thành phố Hồ Chí Minh†       | 2–0    | Dược Nam Hà Nam Định          | 26 tháng 9 năm 2020  | [ 93 ]  |
| Tháng 10                 | Việt Nam   | Bùi Đình Châu         | Sông Lam Nghệ An†            | 1–1    | Dược Nam Hà Nam Định          | 30 tháng 10 năm 2020 | [ 94 ]  |
| Tháng 10                 | Việt Nam   | Lý Công Hoàng Anh     | Hồng Lĩnh Hà Tĩnh            | 1–0    | Becamex Bình Dương†           | 30 tháng 10 năm 2020 | [ 94 ]  |
| V.League 1 – 2021        |            |                       |                              |        |                               |                      |         |
| Tháng 1 & 3              | Việt Nam   | Phan Văn Đức          | Sông Lam Nghệ An             | 1–1    | SHB Đà Nẵng†                  | 23 tháng 3 năm 2021  | [ 95 ]  |
| Thàng 4                  | Việt Nam   | Lương Xuân Trường     | Hoàng Anh Gia Lai†           | 1–0    | Hà Nội                        | 18 tháng 4 năm 2021  | [ 96 ]  |
| V.League 1 – 2022        |            |                       |                              |        |                               |                      |         |
| Tháng 3                  | Việt Nam   | Phan Văn Đức          | Sông Lam Nghệ An†            | 2–0    | Hoàng Anh Gia Lai             | 6 tháng 3 năm 2022   | [ 97 ]  |
| Tháng 7                  | Việt Nam   | Phan Văn Đức          | Sông Lam Nghệ An†            | 2–0    | Hải Phòng                     | 23 tháng 7 năm 2022  | [ 98 ]  |
| Tháng 8                  | Việt Nam   | Ngô Hoàng Thịnh       | Thành phố Hồ Chí Minh†       | 1–1    | Hải Phòng                     | 29 tháng 7 năm 2022  | [ 99 ]  |
| Tháng 9                  | Việt Nam   | Nguyễn Hoàng Đức      | Viettel†                     | 1–0    | Nam Định                      | 14 tháng 9 năm 2022  | [ 100 ] |
| Tháng 10                 | Việt Nam   | Phạm Tuấn Hải         | Hà Nội                       | 1–3    | Hải Phòng†                    | 23 tháng 10 năm 2022 | [ 101 ] |
| V.League 1 – 2023        |            |                       |                              |        |                               |                      |         |
| Tháng 2                  | Việt Nam   | Trần Phi Sơn          | Hồng Lĩnh Hà Tĩnh            | 3–1    | Hải Phòng†                    | 18 tháng 2 năm 2023  | [ 102 ] |
| Tháng 4                  | Việt Nam   | Nguyễn Trọng Long     | Công an Hà Nội               | 4–2    | Thành phố Hồ Chí Minh†        | 21 tháng 5 năm 2023  | [ 102 ] |
| Tháng 6                  | Việt Nam   | Hoàng Vũ Samson       | Thành phố Hồ Chí Minh        | 1–2    | Sông Lam Nghệ An†             | 6 tháng 6 năm 2023   | [ 102 ] |
| Tháng 8                  | Việt Nam   | Trần Phi Sơn          | Hồng Lĩnh Hà Tĩnh            | 1–0    | TopenLand Bình Định†          | 6 tháng 8 năm 2023   | [ 102 ] |
| V.League 1 – 2023-24     |            |                       |                              |        |                               |                      |         |
| Tháng 10                 | Việt Nam   | Phạm Tuấn Hải         | Hà Nội                       | 1–0    | Becamex Bình Dương†           | 24 tháng 11 năm 2023 |         |
| Tháng 12                 | Brasil     | Junior Fialho         | Công an Hà Nội†              | 1–0    | Becamex Bình Dương            | 26 tháng 12 năm 2023 |         |
| Tháng 2                  | Việt Nam   | Phạm Tuấn Hải         | Hà Nội                       | 2–1    | Thép Xanh Nam Định†           | 28 tháng 2 năm 2024  | [ 103 ] |
| Tháng 4                  | Việt Nam   | Nguyễn Văn Đức        | MerryLand Quy Nhơn Bình Định | 1–0    | Thép Xanh Nam Định†           | 5 tháng 4 năm 2024   | [ 104 ] |
| Tháng 5                  | Brasil     | Rafaelson             | Thép Xanh Nam Định           | 1–2    | Đông Á Thanh Hóa†             | 26 tháng 5 năm 2024  | [ 105 ] |
| Tháng 6                  | Việt Nam   | Đỗ Hùng Dũng          | Hà Nội†                      | 2–1    | Công an Hà Nội                | 16 tháng 6 năm 2024  | [ 106 ] |
| V.League 1 – 2024-25     |            |                       |                              |        |                               |                      |         |
| Tháng 9                  | Việt Nam   | Nguyễn Hai Long       | Hà Nội†                      | 1–0    | Hồng Lĩnh Hà Tĩnh             | 27 tháng 10 năm 2024 | [ 107 ] |
| Tháng 1                  | Việt Nam   | Bùi Ngọc Long         | Thành phố Hồ Chí Minh†       | 2–1    | Công an Hà Nội                | 16 tháng 11 năm 2024 | [ 108 ] |
| Tháng 3                  | Việt Nam   | Nguyễn Phong Hồng Duy | Thép Xanh Nam Định           | 1–0    | Thể Công – Viettel†           | 28 tháng 2 năm 2025  | [ 109 ] |
| Tháng 4                  | Việt Nam   | Nguyễn Hữu Thắng      | Thể Công – Viettel†          | 2–2    | Quảng Nam                     | 6 tháng 4 năm 2025   | [ 110 ] |
| Tháng 5                  | Việt Nam   | Nguyễn Văn Quyết      | Hà Nội†                      | 3–1    | Thành phố Hồ Chí Minh         | 18 tháng 5 năm 2025  | [ 111 ] |

1. ^ Tỷ số tính tại thời điểm ghi bàn. Bàn thắng của cầu thủ đoạt giải được ghi trước.

## Đoạt giải nhiều lần
Bảng dưới đây liệt kê những cầu thủ đã từng giành giải thưởng Bàn thắng đẹp nhất tháng nhiều hơn một lần. Những cầu thủ in đậm vẫn còn hoạt động ở V.League.
| Hạng | Cầu thủ            | Số lần |
| ---- | ------------------ | ------ |
| 1    | Lương Xuân Trường  | 3      |
| 1    | Lê Quốc Phương     | 3      |
| 1    | Nguyễn Quang Hải   | 3      |
| 1    | Nguyễn Quang Tình  | 3      |
| 1    | Phạm Tuấn Hải      | 3      |
| 1    | Phan Văn Đức       | 3      |
| 1    | Trần Minh Vương    | 3      |
| 8    | Ngô Hoàng Thịnh    | 2      |
| 8    | Nguyễn Công Phượng | 2      |
| 8    | Nguyễn Quang Hải   | 2      |
| 8    | Phạm Thành Lương   | 2      |
| 8    | Phạm Văn Quyến     | 2      |
| 8    | Hoàng Vũ Samson    | 2      |
| 8    | Hoàng Đình Tùng    | 2      |
| 8    | Trần Phi Sơn       | 2      |

## Thống kê
Tính đến giải thưởng tháng 5 năm 2025
| Quốc tịch  | Cầu thủ | Số lần |
| ---------- | ------- | ------ |
| Việt Nam   | 68      | 96     |
| Brasil     | 8       | 8      |
| Nigeria    | 2       | 2      |
| Senegal    | 2       | 2      |
| Tanzania   | 2       | 2      |
| Uganda     | 2       | 2      |
| Argentina  | 1       | 1      |
| Cameroon   | 1       | 1      |
| CHDC Congo | 1       | 1      |
| Ghana      | 1       | 1      |
| Hoa Kỳ     | 1       | 1      |
| Nam Phi    | 1       | 1      |
| Thái Lan   | 1       | 1      |

| Câu lạc bộ                 | Cầu thủ | Số lần |
| -------------------------- | ------- | ------ |
| Hà Nội                     | 12      | 17     |
| Sông Lam Nghệ An           | 9       | 14     |
| Hoàng Anh Gia Lai          | 10      | 13     |
| Thanh Hóa                  | 9       | 12     |
| Nam Định                   | 9       | 10     |
| Long An                    | 6       | 6      |
| Thể Công - Viettel         | 5       | 5      |
| SHB Đà Nẵng                | 4       | 4      |
| Thành phố Hồ Chí Minh      | 4       | 4      |
| Becamex Bình Dương         | 3       | 3      |
| Hải Phòng                  | 3       | 3      |
| Than Quảng Ninh            | 3       | 3      |
| Hồng Lĩnh Hà Tĩnh          | 2       | 3      |
| Bình Định                  | 2       | 2      |
| Công an Hà Nội             | 2       | 2      |
| Đồng Nai                   | 2       | 2      |
| Kienlongbank Kiên Giang    | 2       | 2      |
| Quảng Nam                  | 2       | 2      |
| Sài Gòn                    | 2       | 2      |
| Thừa Thiên Huế             | 2       | 2      |
| Thép Miền Nam Cảng Sài Gòn | 1       | 1      |
| Đồng Tháp                  | 1       | 1      |
| Navibank Sài Gòn           | 1       | 1      |
| Ngân hàng Đông Á           | 1       | 1      |